# Leverone

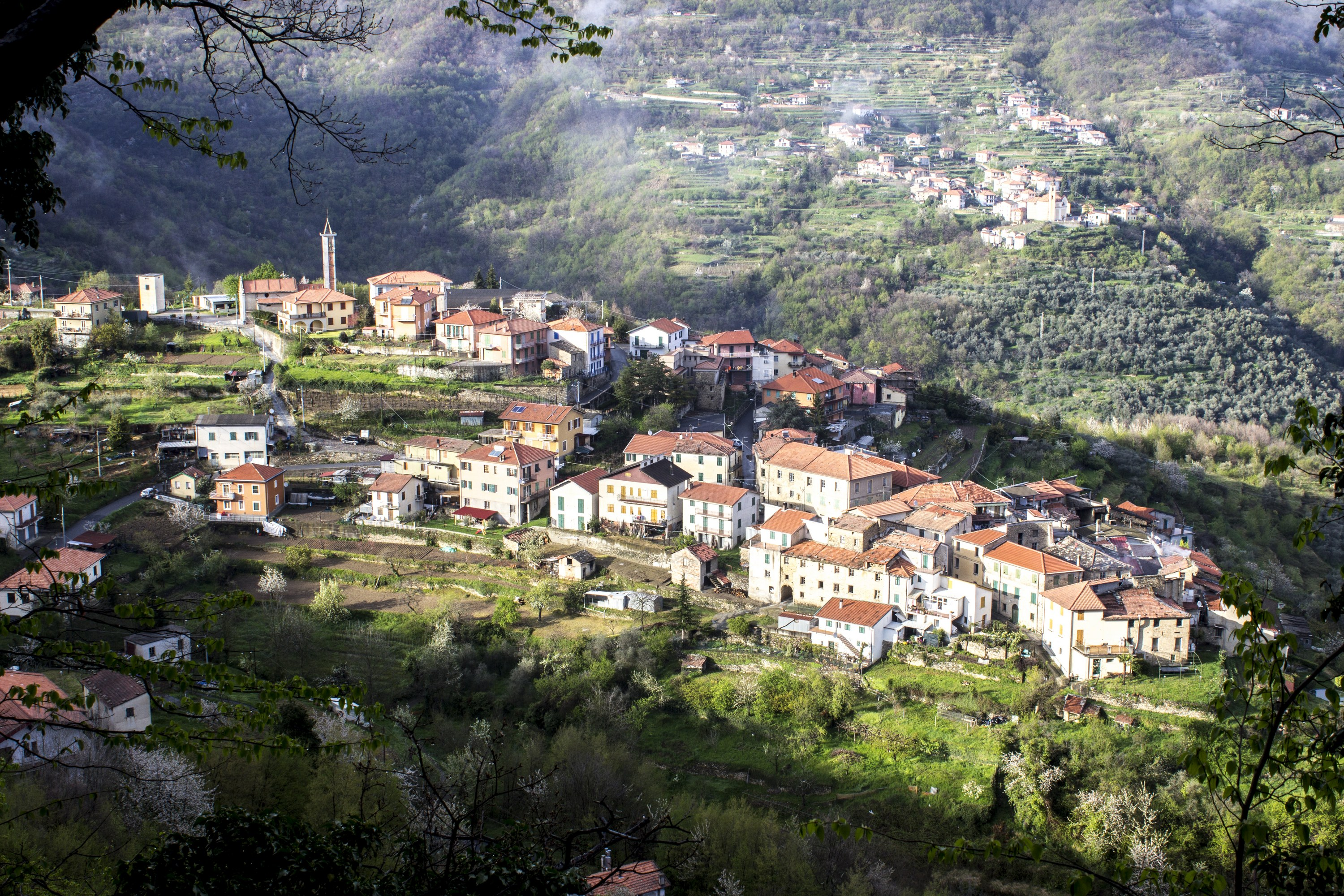
Panorama der Gemeinde, 2013

Leverone ist eine kleine Fraktion der Gemeinde Borghetto d’Arroscia in der Provinz Imperia und hat ca. 80 Einwohner.

## Geschichte
Nach einer lokalen Überlieferung soll Leverone um das Jahr 1300 von einem Tommaso Chinaldo gegründet worden sein. Dieser soll sich anschließend von dort entfernt haben, um sich auf der anderen Seite des Flusses in der Lokalität Mele (Äpfel) auf einem kleinen, flachen Grundstück an einer kleinen Quelle sein eigenes Haus zu bauen.
Es scheint, dass die ersten Bewohner vom Mele von einer Ameisenplage heimgesucht wurden und sie sich daher einen sonnigeren und ebenfalls ebenen Platz zur Errichtung neuer Behausungen weiter oben gesucht haben. Andere haben es im Lauf der Zeit Chinaldo gleichgetan und so entstanden zahlreiche Häuser, bis der Ort auf 16 Familien angewachsen war und sich „Villa der Sechzehn“ nannte.
Der Ort hatte dann verschiedene Namen. Nachdem er schließlich eine gewisse urbane Gestalt erreicht hatte und unabhängig von Aquila d’ Arroscia geworden war, nannte er sich Leverone (von levau = getrennt).
Unter napoleonischer Herrschaft erhielt der Ort Anfang des 19. Jahrhunderts seine heutige Gestalt.

## Feste, Jahrmärkte und Feiern
Das erste religiöse Fest war das der Madonna del Carmine, das am 16. Juli und dem anschließenden Sonntag begangen wird. Gelegentlich beteiligen sich auch benachbarte Gemeinden an den Vespern.
Ein anderes, noch strenger religiöses Fest ist das des Hl. Bernardo di Chiaravalle, Patron und Namensgeber der Kirche. Am 20. August finden zu seinen Ehren die religiösen Feierlichkeiten statt. Am darauffolgenden Samstag und Sonntag veranstaltet das Pro-Loco Leverone di ’Sagra della Buridda (Stockfisch)’ und ein nationales Boccia-Fest (Gara Bocciofila a coppie), das innerhalb der italienischen Boccia-Föderation als offizieller Wettbewerb gilt. Begleitet wird es von einem Angebot an Spielen und Gastronomie (Mittag- und Abendessen) für Groß und Klein.